# Epinephelus rivulatus
Epinephelus rivulatus es una especie de peces de la familia Serranidae en el orden de los Perciformes.

## Morfología
Los machos pueden llegar alcanzar los 39 cm de longitud total.

## Distribución geográfica
Se encuentra desde el África Oriental hasta el oeste del Pacífico, incluyendo las aguas templadas de Sudáfrica, Australia y Nueva Zelanda.